# Staat Aleppo

Flagge des Staates Aleppo

Der Staat Aleppo (französisch État d’Alep, arabisch دولة حلب, DMG Daulat Ḥalab, nordsyrisch-arabisch Daoulet Halab) war einer der fünf Staaten, die durch den französischen Hochkommissionar in Syrien und dem Libanon, General Henri Gouraud, im französischen Völkerbundmandat Syrien errichtet wurden. Er war ein Ergebnis der Konferenz von Sanremo und der Zerschlagung des Königreichs Syrien 1920, die Monarchie des Königs Faisal. Die anderen Staaten waren der Staat Damaskus (1920), der Alawitenstaat (1920), der Drusenstaat (1921) im Drusengebirge und der Staat Großlibanon (1919), der später die moderne Libanesische Republik (1943) werden sollte.
Der État d’Alep war der Nachfolger des Vilâyets Aleppo, einer Provinz des Osmanischen Reiches. Die Hauptstadt war die Handelsmetropole Aleppo.

Karte der fünf Staaten im Völkerbundmandat für Syrien und Libanon. Der Staat Aleppo liegt im Norden (orange).

## Errichtung

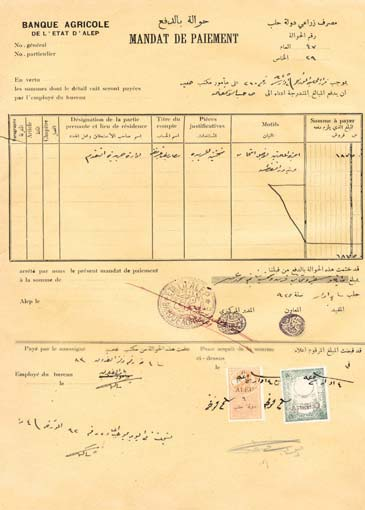
Offizielles Dokument mit dem Namen und Stempel des Staates Aleppo

Der Staat Aleppo wurde am 1. September 1920 durch den französischen General Henri Gouraud ausgerufen. Aufgrund der Erfahrungen beim Völkermord an den Armeniern, den Griechenverfolgungen im Osmanischen Reich und dem Völkermord an den Aramäern im Nahen Osten als Ergebnis mehrerer zerstörerischer Dschihad der Kurden und Türken an der Wende vom 19. zum 20. Jahrhundert stand Frankreich der Idee eines islamo-arabischen Syriens nach der Schlacht von Maysalun ablehnend gegenüber. Der Staat Aleppo schloss ab 1923 den Sandschak Alexandrette mit ein und wurde zunächst von Kamil Pascha al-Qudsi regiert.
Die Menschen in Aleppo waren unzufrieden damit, dass Damaskus zur Hauptstadt der neuen Nation Syrien auserwählt wurde. Dazu kam, dass, während Damaskus arabisch dominiert war, Aleppo vor allem von Christen und Kurden bewohnt war. Henri Gouraud spürte diese Stimmung, war sich der islamischen Völkermorde und des antieuropäischen Rassismus bewusst, und wünschte daher, dass die stark diskriminierte christlich-aramäische Nation einen geschützten Staat habe, um ihre Freiheiten zu verteidigen. Er verhinderte durch diese Aufteilung so die islamisch-arabische Dominanz über Aleppo durch Damaskus. Der Staat Aleppo war seit antiken Zeiten die Heimat der indigenen christlich-aramäischen Bevölkerung. Er hatte Zugang zum Mittelmeer mit dem autonomen Sandschak Alexandretta, welcher früher eine christliche Mehrheit, aber nach dem Ersten Weltkrieg eine muslimische Mehrheit hatte – dennoch hatte die Bevölkerung weiterhin eine nennenswerte überlebende christliche Bevölkerung.

## Bevölkerung
Nach den ethnischen Säuberungen und den Völkermorden an den Christen in den vorangegangenen zwanzig Jahren gab es eine leichte sunnitisch-muslimische Mehrheit im Staate Aleppo. Diese waren vor allem Araber, aber auch Kurden, speziell in den östlichen Regionen, sowie andere diverse Ethnien, die während der omanischen Periode umgesiedelt wurden, darunter Tscherkessen, Adygejer, Albaner, Bosnier, Bulgaren, Türken, Kabardiner, Tschetschenen und andere. Eine signifikante schiitische Bevölkerung lebte ebenfalls in Aleppo, etwa in den Städten Nebbol, Fu'a, az-Zahra’, Kefrayya und Maarrat Misrin. Zudem hatte Aleppo auch eine große jüdische Gemeinschaft von über 10.000 Angehörigen.
Die Christen repräsentierten weiterhin ein Drittel der Bevölkerung und Frankreich hoffte, dass die vertriebenen Überlebenden des Völkermordes wieder in ihre Heimat zurückkehrten und so die christliche Mehrheit in der Region wiederherstellen würden.
Trotz der heftigen Verluste an Menschenleben in den vorangegangenen zwanzig Jahren war Aleppo auch die Heimat der kulturell reichsten und diversifiziertesten christlichen Gemeinschaften des Orients. Christen, die einem Dutzend verschiedenen Kongregationen angehörten (allen voran der armenisch-apostolischen Kirche der Armenier, der syrisch-orthodoxen Kirche und anderen orthodoxen Denominationen) machten Aleppo zum Staat mit der größten christlichen Gemeinschaft im Nahen Osten nach dem Libanon. Viele Christen, welche die östlichen Distrikte des Staates bevölkerten, wo sie eine leichte Mehrheit bildeten, waren hauptsächlich Aramäer und Assyrer.
1923 betrug die Gesamtbevölkerung des Staates 604.000 (ausgeschlossen die nomadische Bevölkerung der östlichen Regionen), während nahezu 1.000.000 Christen im Exil in der „westlichen Zivilisation“ lebten.

## Regierung
Gouverneure

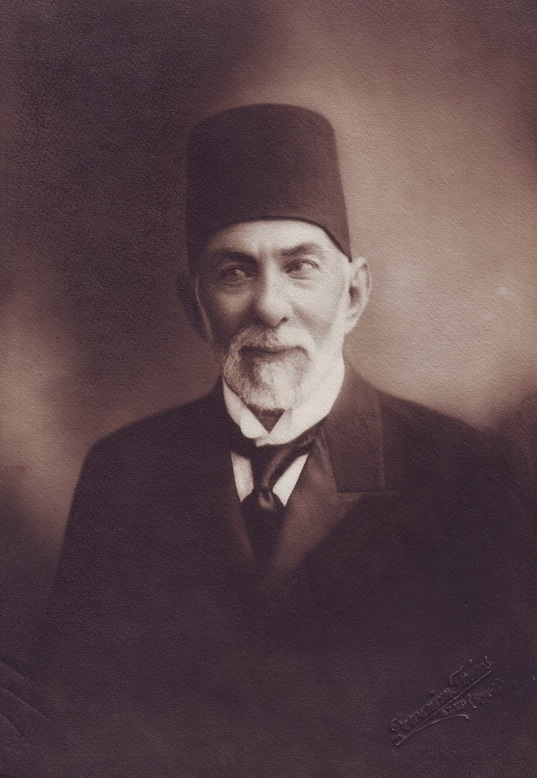
Generalgouverneur Mar'i Pascha al-Malla

- 1920–1922 General Kamil Pascha al-Qudsi (1845–1926)
- 1923 Mustafa Bey Barmada (1883–1953)
- 1924–1925 Mar'i Pascha al-Malla (1856–1930)

Französische Delegierte
- 1920–1922 General de Lamothe
- 1922–1924 General Billotte (1875–1940)
- 1925 Monsieur Jacques Reclus

## Repräsentativrat
Trotz der Wünsche der französischen Regierung, die Region zu befrieden, war der islamo-arabische Widerstand gegen alles christliche zu nachhaltig, was die Franzosen dazu zwang, die Region sich selbst durch Versammlungen, den Repräsentativräten, regieren zu lassen. Einige der bekanntesten Abgeordneten waren Subhi Bey Barakat und Fachir al-Dschabiri, der Bruder des Nationalistenführers Saadallah al-Dschabiri.

## Föderation mit Damaskus
Nach einem Aufstand des Aleppiners Ibrahim Hanano rief General Gouraud am 22. Juni 1922 die Syrische Föderation (la Fédération Syrienne oder auch Union Syrischer Staaten) aus. Die Föderation umfasste den Staat Damaskus, Aleppo und den Alawitenstaat. 1924 spaltete sich der Alawitenstaat wieder ab. Die Syrische Föderation wurde schließlich am 1. Dezember 1924 zum Staat Syrien. Mit der Zentralisierung des neuen syrischen Staates verlor Aleppo 1925 seine Autonomie und wurde politisch von Damaskus abhängig. Der letzte Generalgouverneur des Staates Aleppo, Mar'i Pascha al-Malla, war fortan nur noch Gouverneur (Vali) im Rang eines Ministers der Provinz Aleppo. Allerdings blieb die Kolonialflagge des Staates Aleppo bis zum 25. Januar 1925 in Verwendung.